# Розела тасманійська
Розела тасманійська (Platycercus caledonicus) — вид птахів родини Папугові (Psittacidae), ендемік острова Тасманія та островів Бассової протоки. Вид вперше описаний  Йоганном Фрідріхом Гмеліном у 1788 році. Латинський суфікс імені даний в результаті помилки — вважалося, що птах був виловлений у Новій Каледонії.

## Опис птаха
Середнього розміру папуга, довжиною 34 — 36 см., найбільший вид серед розел. Довжина хвоста 15-17 см. У дорослої тасманійської розели нижня частина тіла і голова жовтого або жовто-оливкового кольору, щоки сині, а на лобі над дзьобом є червона пляма. Пір'я спини та крил чорно або темно коричневого кольору із тонкою синьою або тьмяно зеленою облямівкою. Зовнішні пера хвоста сині. Ноги сірого кольору. Самці трішки більші за самок, крім того у самок горло може бути з оранжевим відливом. У молодих птахів голова і нижня частина тіла жовто-зелені, верхня частина тіла зазвичай тьмяно зеленого кольору.

## Поширення та образ життя
Мешкає по всій території Тасманії та на островах Бассової протоки, всюди де ростуть дерева. Зустрічається на висотах до 1500 метрів над рівнем моря. Харчується, в основному, рослинами: насінням, ягодами, горіхами, фруктами, зокрема і квітками. Може вживати в їжу комах та їх личинки.

## Розмноження
Гніздиться, як і інші розели в дуплах дерев. Шлюбний сезон триває з жовтня по січень. В кладці зазвичай 4-5 білих яєць розміром 30×24 мм. Пташенята покидають гніздо десь на п'ятий тиждень і ще близько місяця живуть з батьками.

## В неволі
В неволі зустрічається рідше, ніж інші види розел. Вид невибагливий до умов, легко приручається, має миролюбний та спокійний характер.

## Галерея

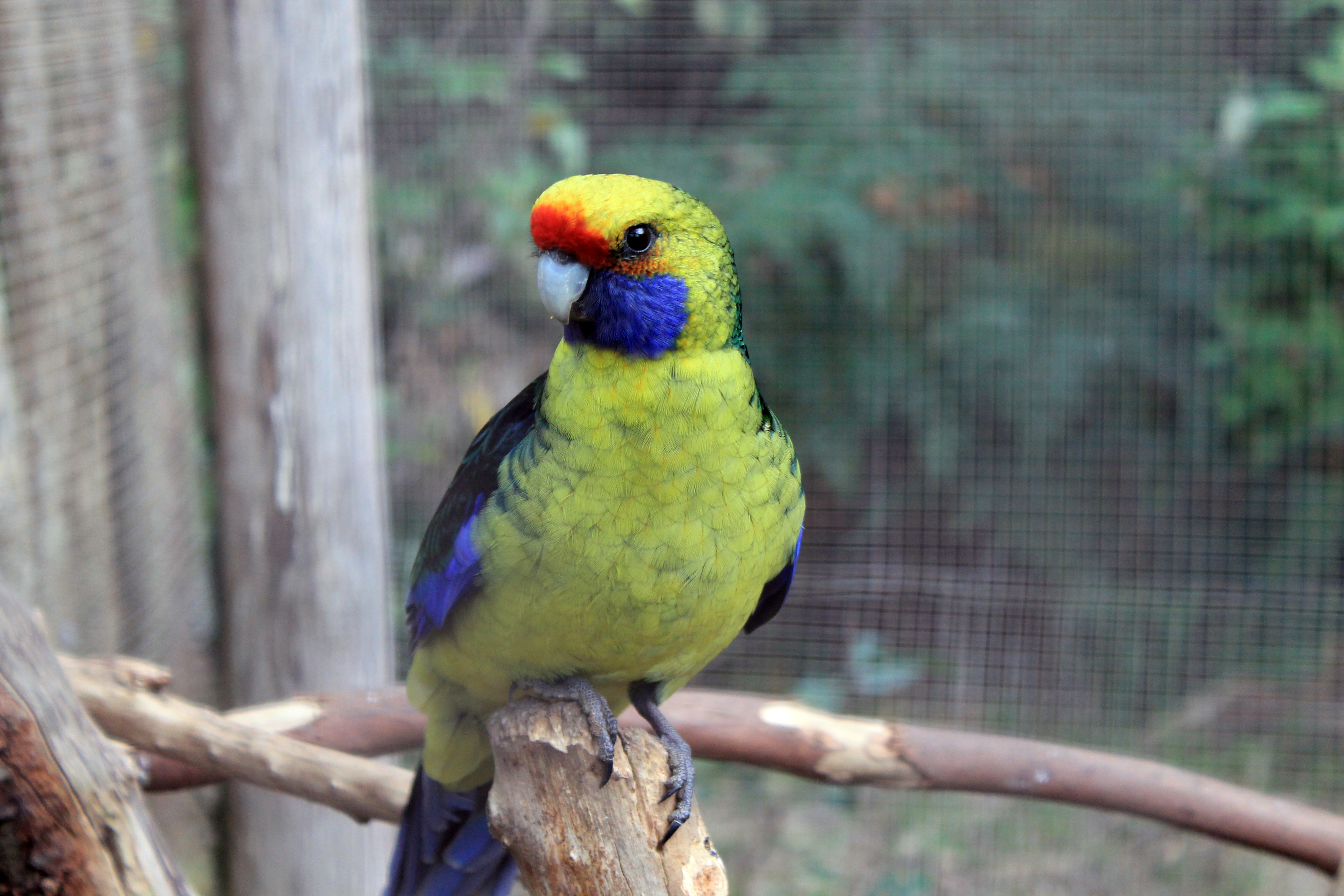
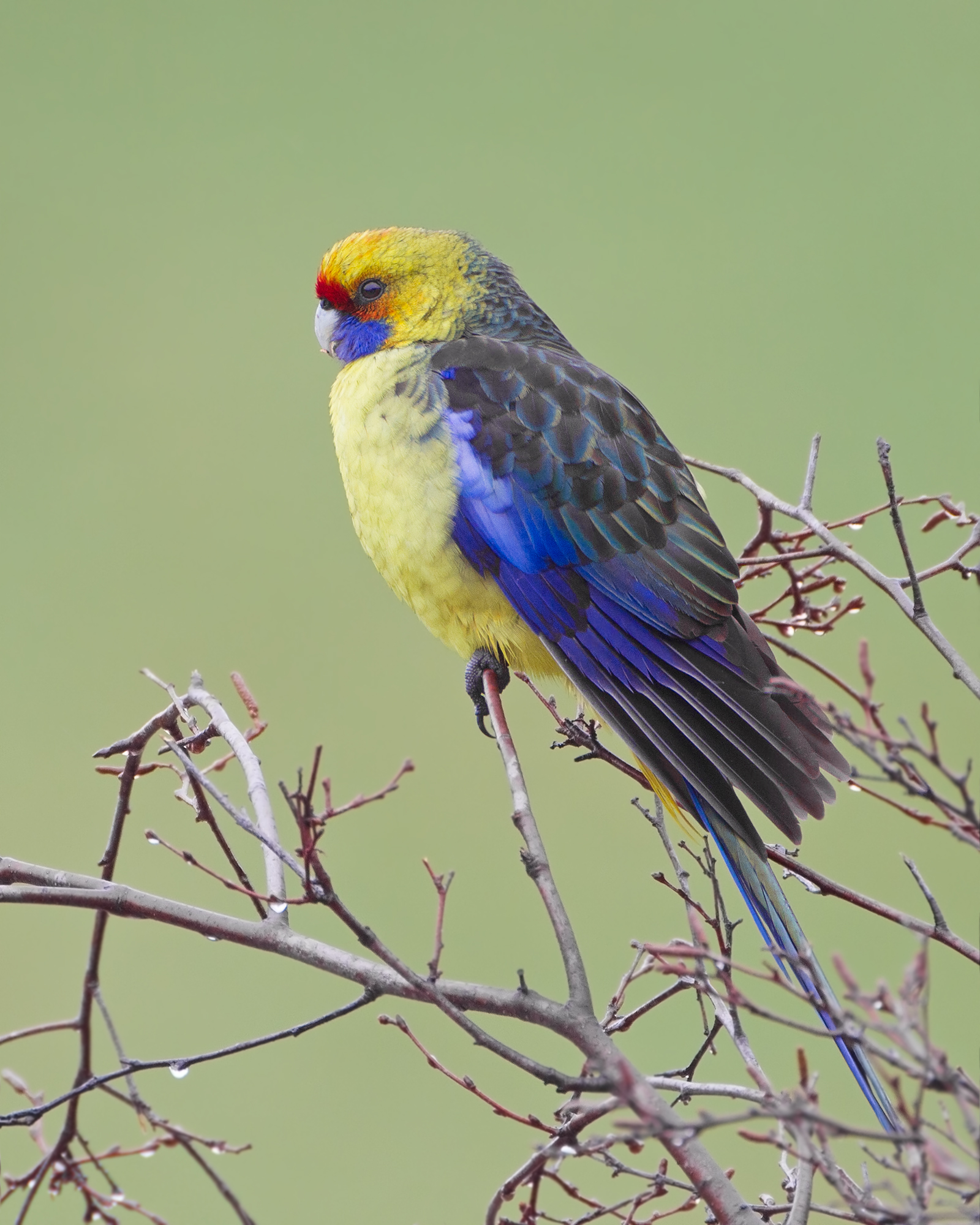
Самець
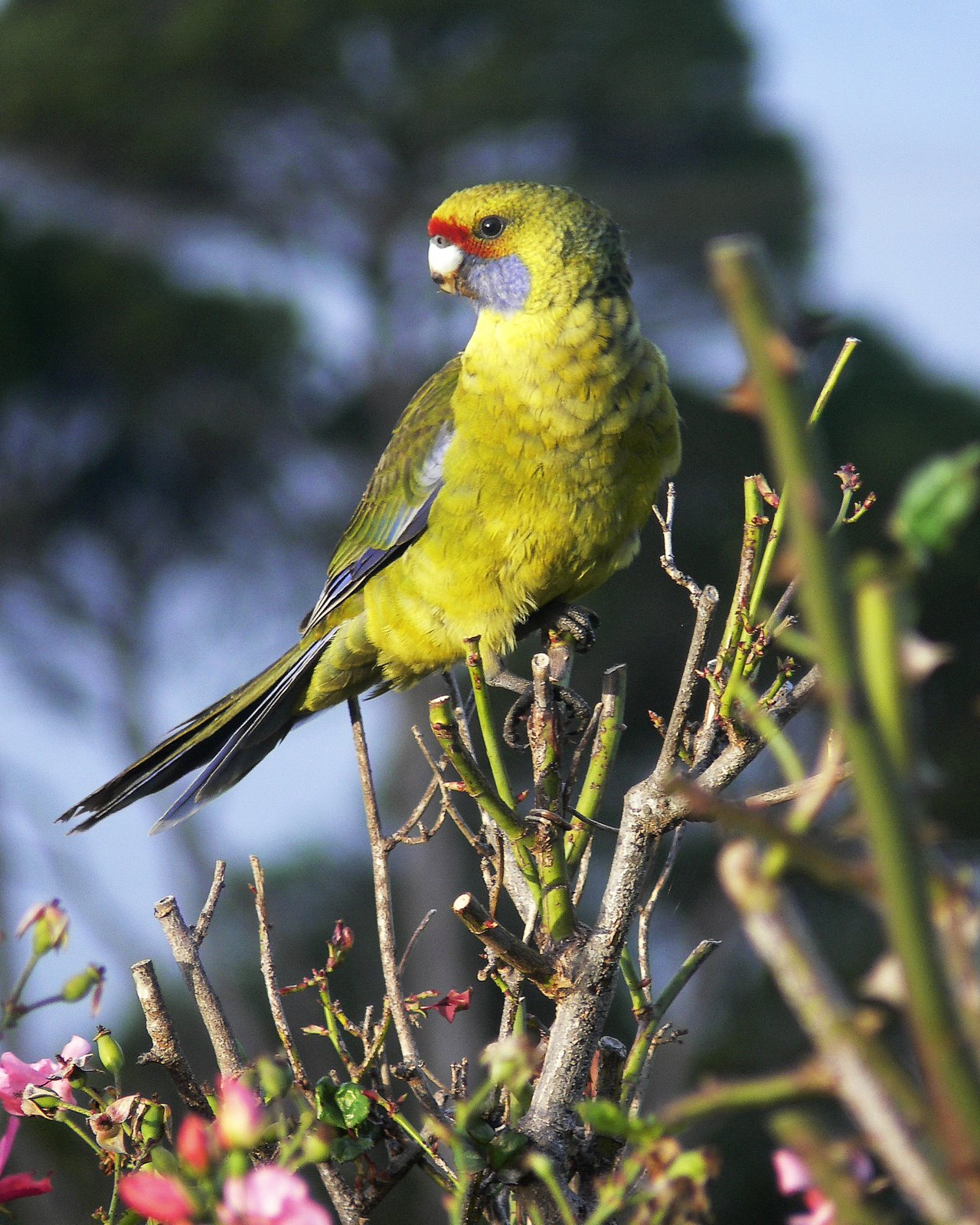
Молодий птах
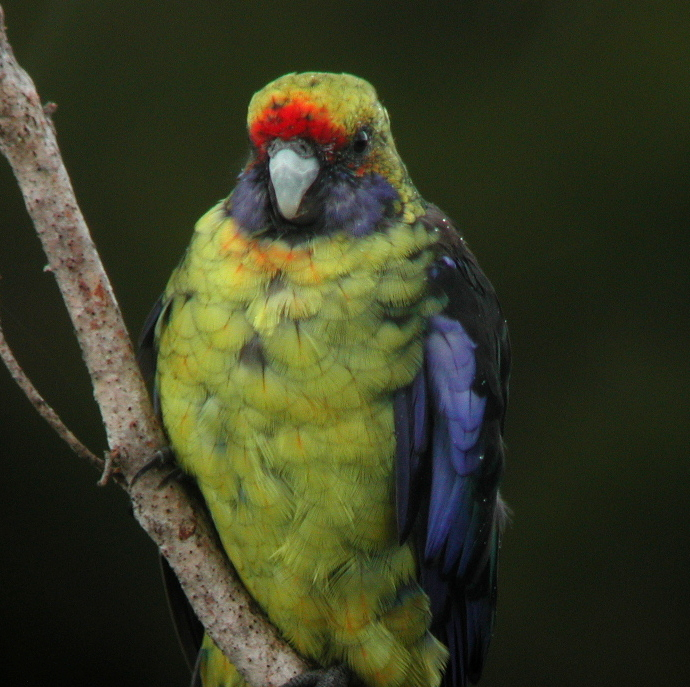
Самка